# Португалия на летних Олимпийских играх 1912
Португалия принимала участие в Летних Олимпийских играх 1912 года в Стокгольме (Швеция) в первый раз за свою историю, но не завоевала ни одной медали. На соревнованиях погиб от обезвоживания на марафоне бегун Франсишку Лазару.

## Легкая атлетика
Четыре спортсмена представляли Португалию в олимпийском дебюте страны. Лазару потерял сознание во время марафона из-за того, что использовал воск для предотвращения потоотделения; он умер на следующее утро.
Присвоенные ранги соответствуют заявке спортсмена на соревнования по бегу.
| Спортсмен                | Соревнование | Предварительный забег | Предварительный забег | Полуфинал | Полуфинал | Финал         | Финал         |
| Спортсмен                | Соревнование | Результат             | Место                 | Результат | Место     | Результат     | Место         |
| ------------------------ | ------------ | --------------------- | --------------------- | --------- | --------- | ------------- | ------------- |
| Франсишку Лазару         | марафон      | N/A                   | N/A                   | N/A       | N/A       | не финшировал | не финшировал |
| Armando Luzarte-Cortesão | 400 м        | ?                     | 3                     | не прошёл | не прошёл | не прошёл     | не прошёл     |
| Armando Luzarte-Cortesão | 800 м        | ?                     | 2 Q                   | ?         | 6-9       | не прошёл     | не прошёл     |
| Антониу Стромп           | 100 м        | ?                     | 3                     | не прошёл | не прошёл | не прошёл     | не прошёл     |
| Антониу Стромп           | 200 м        | ?                     | 3                     | не прошёл | не прошёл | не прошёл     | не прошёл     |